# Nemanja Radonjić
Nemanja Radonjić (in serbo Немања Радоњић?; Niš, 15 febbraio 1996) è un calciatore serbo, centrocampista o attaccante della Stella Rossa.

## Caratteristiche tecniche
Gioca principalmente come ala sinistra, ma può essere schierato anche sul versante opposto, come trequartista o seconda punta. Destro naturale, dispone di buona tecnica individuale, grande rapidità e abilità nel dribbling, oltre che di buon tiro da fuori area con entrambi i piedi.
Considerato in gioventù uno dei migliori talenti della sua generazione, nel corso della sua carriera non è riuscito ad esprimere appieno il suo potenziale, a causa di problemi fisici e caratteriali, che ne hanno ostacolato l'ascesa.

## Carriera

### Club

#### Giovanili
Cresce nelle giovanili del Partizan, nel 2013 rifiuta di firmare un contratto da professionista, anche in quanto tifoso della Stella Rossa e si trasferisce in Romania, all'Academia Hagi, settore giovanile del Viitorul Costanza. Nel febbraio 2014 gioca con la Roma il Torneo di Viareggio come giocatore non tesserato, disputando tutte e tre le partite del girone e mettendo a segno una rete. Dopo essere tornato all'Academia Hagi, nel settembre 2014 viene tesserato dall'Empoli, con il quale rimane una stagione senza però trovare mai spazio né in Primavera né in prima squadra. A luglio 2015 si trasferisce di nuovo alla Roma, che lo paga più di 4 milioni di euro, ma nemmeno in giallorosso riesce a vedere mai il campo in 6 mesi di permanenza.

#### Prestito al Cukaricki e Stella Rossa

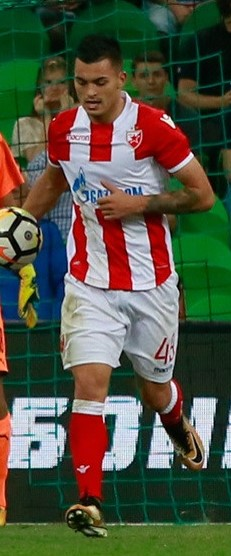
Radonjić con la maglia della nell'agosto 2017.

Nel gennaio 2016 ritorna in Serbia, in prestito al Čukarički, squadra di massima serie. Debutta il 27 marzo, in campionato, vincendo per 2-0 sul campo del Mladost Lučani, mettendo a segno la seconda rete. Chiude il campionato al 3º posto in classifica, qualificandosi per i preliminari di Europa League. Il prestito viene riconfermato anche per la stagione successiva e il 21 luglio gioca il ritorno del 2º turno di qualificazione di Europa League in casa contro gli ungheresi del Videoton, pareggiando per 1-1.
A fine prestito viene ceduto a titolo definitivo alla Stella Rossa, con cui si vince il campionato.

#### Marsiglia e prestiti all'Hertha Berlino e al Benfica
Il 31 agosto 2018 viene acquistato dal Olympique Marsiglia.
Il 1º febbraio 2021 viene ceduto in prestito all'Hertha Berlino.
A fine prestito fa ritorno al Marsiglia, con cui disputa una partita per poi venire ceduto in prestito al Benfica il 27 agosto 2021. Tuttavia in terra lusitana trova poco spazio sia per scelte tecniche che per infortuni muscolari giocando 6 partite in campionato di cui solo 1 da titolare.

#### Torino e prestito al Maiorca
Il 7 luglio 2022, il serbo torna a giocare in Italia, precisamente al Torino, in prestito con obbligo di riscatto a 2 milioni di euro. Segna il primo gol in maglia granata all'esordio il 6 agosto successivo, nella partita di Coppa Italia vinta 3-0 contro il Palermo; sette giorni dopo fa il suo esordio in Serie A, nella partita vinta per 2-1 sul campo del Monza. Il 27 dello stesso mese segna la sua prima rete nel campionato italiano, in occasione del successo per 2-1 sul terreno della Cremonese. A fine stagione, con 4 reti in 32 presenze, sarà riscattato dalla società granata.
Per la stagione 2023-2024 ha scelto di indossare la maglia numero 10 del Torino, lasciata libera dalla partenza dell'ex capitano e connazionale Saša Lukić. Il 18 settembre, contro la Salernitana, segna la sua prima doppietta in granata, marcando gli ultimi due gol della vittoria per 0-3. Chiude la sua esperienza in granata con 41 presenze e 7 reti.
Il 31 gennaio 2024 viene ceduto in prestito con obbligo di riscatto al Maiorca.
L'11 febbraio 2024 debutta con la maglia rossonera nel campionato spagnolo nella vittoria casalinga contro il Rayo Vallecano finita 2-1, entrando al 79'. Con la compagine spagnola raccoglie complessivamente 14 presenze prima di far ritorno e granata.
Con l'arrivo del nuovo allenatore, Vanoli, non riesce a trovare spazio e rimane fuorirosa per l'inizio della stagione 2024-2025.

#### Ritorno alla Stella Rossa
Il 3 settembre 2024, dopo sei anni, fa ritorno in patria, venendo acquistato a titolo definitivo dalla Stella Rossa. Il 27 novembre segna i primi gol stagionali, realizzando una doppietta nel successo per 5-1 contro lo Stoccarda nella fase campionato di UEFA Champions League.

### Nazionale
Nel 2012 viene convocato per la prima volta nelle nazionali giovanili, in Under 17, con la quale segna 5 reti in 6 presenze tra 2012 e 2013. Successivamente, tra 2013 e 2014 gioca due volte in Under-18 e tra 2014 e 2015 per 8 volte con l'Under-19 segnando 4 gol. Con quest'ultima gioca le qualificazioni agli Europei di categoria 2015 e 2016. Il 6 settembre 2016 fa il suo esordio in Under-21 nella vittoria per 3-2 in casa contro l'Irlanda, in una sfida valida per le qualificazioni all'Europeo 2017. Nel 2017 viene convocato per l'Europeo Under-21 in Polonia, dove gioca due gare del 1º turno, una da titolare e una da subentrato, venendo eliminato con un punto ottenuto in tre gare.
Il 14 novembre 2017 esordisce in nazionale maggiore serba, con la quale ha segnato 5 gol contro: Lussemburgo (due), Russia, Ungheria e Slovenia.
Nel novembre del 2022, viene incluso dal CT Dragan Stojković nella rosa serba partecipante ai Mondiali di calcio in Qatar.

## Statistiche

### Presenze e reti nei club
Statistiche aggiornate all'11 dicembre 2024.
| Stagione                   | Squadra                    | Campionato                 | Campionato | Campionato | Coppe nazionali | Coppe nazionali | Coppe nazionali | Coppe continentali | Coppe continentali | Coppe continentali | Altre coppe | Altre coppe | Altre coppe | Totale | Totale | Totale |
| Stagione                   | Squadra                    | Comp                       | Pres       | Reti       | Comp            | Pres            | Reti            | Comp               | Pres               | Reti               | Comp        | Pres        | Reti        | Pres   | Reti   |        |
| -------------------------- | -------------------------- | -------------------------- | ---------- | ---------- | --------------- | --------------- | --------------- | ------------------ | ------------------ | ------------------ | ----------- | ----------- | ----------- | ------ | ------ | ------ |
| gen.-giu. 2016             | Čukarički                  | SL                         | 10         | 2          | CS              | -               | -               | -                  | -                  | -                  | -           | -           | -           | 10     | 2      |        |
| 2016-2017                  | Čukarički                  | SL                         | 17         | 2          | CS              | 3               | 0               | UEL                | 1                  | 0                  | -           | -           | -           | 21     | 2      |        |
| Totale Cukaricki           | Totale Cukaricki           | Totale Cukaricki           | 27         | 4          |                 | 3               | 0               |                    | 1                  | 0                  |             | -           | -           | 31     | 4      |        |
| 2017-2018                  | Stella Rossa               | SL                         | 28         | 5          | CS              | 1               | 0               | UEL                | 10                 | 2                  | -           | -           | -           | 39     | 7      |        |
| ago. 2018                  | Stella Rossa               | SL                         | 0          | 0          | CS              | 0               | 0               | UCL                | 8                  | 4                  | -           | -           | -           | 8      | 4      |        |
| ago. 2018-2019             | Olympique Marsiglia        | L1                         | 17         | 0          | CF+CdL          | 1+0             | 0               | UEL                | 4                  | 0                  | -           | -           | -           | 22     | 0      |        |
| 2019-2020                  | Olympique Marsiglia        | L1                         | 21         | 5          | CF+CdL          | 3+1             | 1+0             | -                  | -                  | -                  | -           | -           | -           | 25     | 6      |        |
| 2020-gen. 2021             | Olympique Marsiglia        | L1                         | 12         | 2          | CF              | 1               | 0               | UCL                | 2                  | 0                  | -           | -           | -           | 15     | 2      |        |
| gen.-giu. 2021             | Hertha Berlino             | BL                         | 12         | 1          | CG              | -               | -               | -                  | -                  | -                  | -           | -           | -           | 12     | 1      |        |
| ago. 2021                  | Olympique Marsiglia        | L1                         | 1          | 0          | CF              | 0               | 0               | UEL                | 0                  | 0                  | -           | -           | -           | 1      | 0      |        |
| Totale Olympique Marsiglia | Totale Olympique Marsiglia | Totale Olympique Marsiglia | 51         | 7          |                 | 6               | 1               |                    | 6                  | 0                  |             | -           | -           | 63     | 8      |        |
| ago. 2021-2022             | Benfica                    | PL                         | 6          | 0          | CP+CdL          | 2+2             | 0+1             | UCL                | 1                  | 0                  | -           | -           | -           | 11     | 1      |        |
| 2022-2023                  | Torino                     | A                          | 28         | 2          | CI              | 2               | 2               | -                  | -                  | -                  | -           | -           | -           | 30     | 4      |        |
| 2023-gen. 2024             | Torino                     | A                          | 10         | 3          | CI              | 1               | 0               | -                  | -                  | -                  | -           | -           | -           | 11     | 3      |        |
| Totale Torino              | Totale Torino              | Totale Torino              | 38         | 5          |                 | 3               | 2               |                    | -                  | -                  |             | -           | -           | 41     | 7      |        |
| gen.-giu. 2024             | Maiorca                    | PD                         | 11         | 0          | CS              | 3               | 0               | -                  | -                  | -                  | -           | -           | -           | 14     | 0      |        |
| 2024-2025                  | Stella Rossa               | SL                         | 10         | 1          | CS              | 1               | 0               | UCL                | 4                  | 3                  | -           | -           | -           | 15     | 4      |        |
| Totale Stella Rossa        | Totale Stella Rossa        | Totale Stella Rossa        | 38         | 6          |                 | 2               | 0               |                    | 22                 | 9                  |             | -           | -           | 62     | 15     |        |
| Totale carriera            | Totale carriera            | Totale carriera            | 183        | 23         |                 | 21              | 4               |                    | 30                 | 9                  |             | -           | -           | 234    | 36     |        |

### Cronologia presenze e reti in nazionale
| Cronologia completa delle presenze e delle reti in nazionale ― Serbia | Cronologia completa delle presenze e delle reti in nazionale ― Serbia | Cronologia completa delle presenze e delle reti in nazionale ― Serbia | Cronologia completa delle presenze e delle reti in nazionale ― Serbia | Cronologia completa delle presenze e delle reti in nazionale ― Serbia | Cronologia completa delle presenze e delle reti in nazionale ― Serbia | Cronologia completa delle presenze e delle reti in nazionale ― Serbia | Cronologia completa delle presenze e delle reti in nazionale ― Serbia |
| Data                                                                  | Città                                                                 | In casa                                                               | Risultato                                                             | Ospiti                                                                | Competizione                                                          | Reti                                                                  | Note                                                                  |
| --------------------------------------------------------------------- | --------------------------------------------------------------------- | --------------------------------------------------------------------- | --------------------------------------------------------------------- | --------------------------------------------------------------------- | --------------------------------------------------------------------- | --------------------------------------------------------------------- | --------------------------------------------------------------------- |
| 14-11-2017                                                            | Ulsan                                                                 | Corea del Sud                                                         | 1 – 1                                                                 | Serbia                                                                | Amichevole                                                            | -                                                                     | 81’                                                                   |
| 4-6-2018                                                              | Graz                                                                  | Serbia                                                                | 0 – 1                                                                 | Cile                                                                  | Amichevole                                                            | -                                                                     | 64’                                                                   |
| 9-6-2018                                                              | Graz                                                                  | Serbia                                                                | 5 – 1                                                                 | Bolivia                                                               | Amichevole                                                            | -                                                                     | 85’                                                                   |
| 22-6-2018                                                             | Kaliningrad                                                           | Serbia                                                                | 1 – 2                                                                 | Svizzera                                                              | Mondiali 2018 - 1º turno                                              | -                                                                     | 81’                                                                   |
| 27-6-2018                                                             | Mosca                                                                 | Serbia                                                                | 0 – 2                                                                 | Brasile                                                               | Mondiali 2018 - 1º turno                                              | -                                                                     | 82’                                                                   |
| 7-9-2018                                                              | Vilnius                                                               | Lituania                                                              | 0 – 1                                                                 | Serbia                                                                | UEFA Nations League 2018-2019 - 1º turno                              | -                                                                     | 90’                                                                   |
| 11-10-2018                                                            | Podgorica                                                             | Montenegro                                                            | 0 – 2                                                                 | Serbia                                                                | UEFA Nations League 2018-2019 - 1º turno                              | -                                                                     | 90+3’                                                                 |
| 14-10-2018                                                            | Bucarest                                                              | Romania                                                               | 0 – 0                                                                 | Serbia                                                                | UEFA Nations League 2018-2019 - 1º turno                              | -                                                                     |                                                                       |
| 17-11-2018                                                            | Belgrado                                                              | Serbia                                                                | 2 – 1                                                                 | Montenegro                                                            | UEFA Nations League 2018-2019 - 1º turno                              | -                                                                     | 90+2’                                                                 |
| 20-3-2019                                                             | Wolfsburg                                                             | Germania                                                              | 1 – 1                                                                 | Serbia                                                                | Amichevole                                                            | -                                                                     | 62’                                                                   |
| 25-3-2019                                                             | Lisbona                                                               | Portogallo                                                            | 1 – 1                                                                 | Serbia                                                                | Qual. Euro 2020                                                       | -                                                                     | 21’                                                                   |
| 10-9-2019                                                             | Lussemburgo                                                           | Lussemburgo                                                           | 1 – 3                                                                 | Serbia                                                                | Qual. Euro 2020                                                       | 1                                                                     | 46’                                                                   |
| 10-10-2019                                                            | Kruševac                                                              | Serbia                                                                | 1 – 0                                                                 | Paraguay                                                              | Amichevole                                                            | -                                                                     |                                                                       |
| 14-10-2019                                                            | Vilnius                                                               | Lituania                                                              | 1 – 2                                                                 | Serbia                                                                | Qual. Euro 2020                                                       | -                                                                     |                                                                       |
| 14-11-2019                                                            | Belgrado                                                              | Serbia                                                                | 3 – 2                                                                 | Lussemburgo                                                           | Qual. Euro 2020                                                       | 1                                                                     | 90+1’                                                                 |
| 17-11-2019                                                            | Belgrado                                                              | Serbia                                                                | 2 – 2                                                                 | Ucraina                                                               | Qual. Euro 2020                                                       | -                                                                     | 34’ 82’                                                               |
| 6-9-2020                                                              | Belgrado                                                              | Serbia                                                                | 0 – 0                                                                 | Turchia                                                               | UEFA Nations League 2020-2021 - 1º turno                              | -                                                                     | 87’                                                                   |
| 11-10-2020                                                            | Belgrado                                                              | Serbia                                                                | 0 – 1                                                                 | Ungheria                                                              | UEFA Nations League 2020-2021 - 1º turno                              | -                                                                     | 46’                                                                   |
| 15-11-2020                                                            | Budapest                                                              | Ungheria                                                              | 1 – 1                                                                 | Serbia                                                                | UEFA Nations League 2020-2021 - 1º turno                              | 1                                                                     | 79’                                                                   |
| 18-11-2020                                                            | Belgrado                                                              | Serbia                                                                | 5 – 0                                                                 | Russia                                                                | UEFA Nations League 2020-2021 - 1º turno                              | 1                                                                     | 30’                                                                   |
| 27-3-2021                                                             | Belgrado                                                              | Serbia                                                                | 2 – 2                                                                 | Portogallo                                                            | Qual. Mondiali 2022                                                   | -                                                                     | 46’                                                                   |
| 30-3-2021                                                             | Baku                                                                  | Azerbaigian                                                           | 1 – 2                                                                 | Serbia                                                                | Qual. Mondiali 2022                                                   | -                                                                     | 86’                                                                   |
| 1-9-2021                                                              | Debrecen                                                              | Qatar                                                                 | 0 – 4                                                                 | Serbia                                                                | Amichevole                                                            | -                                                                     | 76’                                                                   |
| 4-9-2021                                                              | Belgrado                                                              | Serbia                                                                | 4 – 1                                                                 | Lussemburgo                                                           | Qual. Mondiali 2022                                                   | -                                                                     | 70’                                                                   |
| 7-9-2021                                                              | Dublino                                                               | Irlanda                                                               | 1 – 1                                                                 | Serbia                                                                | Qual. Mondiali 2022                                                   | -                                                                     | 70’ 85’                                                               |
| 9-10-2021                                                             | Lussemburgo                                                           | Lussemburgo                                                           | 0 – 1                                                                 | Serbia                                                                | Qual. Mondiali 2022                                                   | -                                                                     | 46’                                                                   |
| 12-10-2021                                                            | Belgrado                                                              | Serbia                                                                | 3 – 1                                                                 | Azerbaigian                                                           | Qual. Mondiali 2022                                                   | -                                                                     | 75’                                                                   |
| 11-11-2021                                                            | Belgrado                                                              | Serbia                                                                | 4 – 0                                                                 | Qatar                                                                 | Amichevole                                                            | -                                                                     |                                                                       |
| 14-11-2021                                                            | Lisbona                                                               | Portogallo                                                            | 1 – 2                                                                 | Serbia                                                                | Qual. Mondiali 2022                                                   | -                                                                     | 69’                                                                   |
| 24-3-2022                                                             | Budapest                                                              | Ungheria                                                              | 0 – 1                                                                 | Serbia                                                                | Amichevole                                                            | -                                                                     | 46’                                                                   |
| 29-3-2022                                                             | Copenaghen                                                            | Danimarca                                                             | 3 – 0                                                                 | Serbia                                                                | Amichevole                                                            | -                                                                     | 46’                                                                   |
| 2-6-2022                                                              | Belgrado                                                              | Serbia                                                                | 0 – 1                                                                 | Norvegia                                                              | UEFA Nations League 2022-2023 - 1º turno                              | -                                                                     | 69’                                                                   |
| 5-6-2022                                                              | Belgrado                                                              | Serbia                                                                | 4 – 1                                                                 | Slovenia                                                              | UEFA Nations League 2022-2023 - 1º turno                              | 1                                                                     | 46’                                                                   |
| 9-6-2022                                                              | Solna                                                                 | Svezia                                                                | 0 – 1                                                                 | Serbia                                                                | UEFA Nations League 2022-2023 - 1º turno                              | -                                                                     | 63’                                                                   |
| 12-6-2022                                                             | Lubiana                                                               | Slovenia                                                              | 2 – 2                                                                 | Serbia                                                                | UEFA Nations League 2022-2023 - 1º turno                              | -                                                                     | 46’                                                                   |
| 27-9-2022                                                             | Oslo                                                                  | Norvegia                                                              | 0 – 2                                                                 | Serbia                                                                | UEFA Nations League 2022-2023 - 1º turno                              | -                                                                     | 72’                                                                   |
| 24-11-2022                                                            | Lusail                                                                | Brasile                                                               | 2 – 0                                                                 | Serbia                                                                | Mondiali 2022 - 1º turno                                              | -                                                                     | 57’                                                                   |
| 28-11-2022                                                            | Al Wakrah                                                             | Camerun                                                               | 3 – 3                                                                 | Serbia                                                                | Mondiali 2022 - 1º turno                                              | -                                                                     | 78’                                                                   |
| 2-12-2022                                                             | Doha                                                                  | Serbia                                                                | 2 – 3                                                                 | Svizzera                                                              | Mondiali 2022 - 1º turno                                              | -                                                                     | 78’                                                                   |
| 7-9-2023                                                              | Belgrado                                                              | Serbia                                                                | 1 – 2                                                                 | Ungheria                                                              | Qual. Euro 2024                                                       | -                                                                     | 46’                                                                   |
| 10-9-2023                                                             | Kaunas                                                                | Lituania                                                              | 1 – 3                                                                 | Serbia                                                                | Qual. Euro 2024                                                       | -                                                                     | 84’                                                                   |
| 14-10-2023                                                            | Budapest                                                              | Ungheria                                                              | 2 – 1                                                                 | Serbia                                                                | Qual. Euro 2024                                                       | -                                                                     | 75’                                                                   |
| 15-11-2023                                                            | Lovanio                                                               | Belgio                                                                | 1 – 0                                                                 | Serbia                                                                | Amichevole                                                            | -                                                                     | 71’                                                                   |
| 19-11-2023                                                            | Leskovac                                                              | Serbia                                                                | 2 – 2                                                                 | Bulgaria                                                              | Qual. Euro 2024                                                       | -                                                                     | 77’                                                                   |
| Totale                                                                |                                                                       | Presenze                                                              | 44                                                                    |                                                                       | Reti                                                                  | 5                                                                     |                                                                       |

| Cronologia completa delle presenze e delle reti in nazionale ― Serbia under 21 | Cronologia completa delle presenze e delle reti in nazionale ― Serbia under 21 | Cronologia completa delle presenze e delle reti in nazionale ― Serbia under 21 | Cronologia completa delle presenze e delle reti in nazionale ― Serbia under 21 | Cronologia completa delle presenze e delle reti in nazionale ― Serbia under 21 | Cronologia completa delle presenze e delle reti in nazionale ― Serbia under 21 | Cronologia completa delle presenze e delle reti in nazionale ― Serbia under 21 | Cronologia completa delle presenze e delle reti in nazionale ― Serbia under 21 |
| Data                                                                           | Città                                                                          | In casa                                                                        | Risultato                                                                      | Ospiti                                                                         | Competizione                                                                   | Reti                                                                           | Note                                                                           |
| ------------------------------------------------------------------------------ | ------------------------------------------------------------------------------ | ------------------------------------------------------------------------------ | ------------------------------------------------------------------------------ | ------------------------------------------------------------------------------ | ------------------------------------------------------------------------------ | ------------------------------------------------------------------------------ | ------------------------------------------------------------------------------ |
| 6-9-2016                                                                       | Novi Sad                                                                       | Serbia under 21                                                                | 3 – 2                                                                          | Irlanda under 21                                                               | Qual. Europeo Under-21 2017                                                    | -                                                                              | 83’                                                                            |
| 17-6-2017                                                                      | Bydgoszcz                                                                      | Portogallo under 21                                                            | 2 – 0                                                                          | Serbia under 21                                                                | Europeo Under-21 2017 - 1º turno                                               | -                                                                              | 68’                                                                            |
| 23-6-2017                                                                      | Bydgoszcz                                                                      | Serbia under 21                                                                | 0 – 1                                                                          | Spagna under 21                                                                | Europeo Under-21 2017                                                          | -                                                                              | 71’                                                                            |
| 1-9-2017                                                                       | Jagodina                                                                       | Serbia under 21                                                                | 4 – 0                                                                          | Gibilterra under 21                                                            | Qual. Europeo Under-21 2021                                                    | -                                                                              | 71’                                                                            |
| 6-10-2017                                                                      | Skopje                                                                         | Macedonia del Nord under 21                                                    | 0 – 2                                                                          | Serbia under 21                                                                | Qual. Europeo Under-21 2021                                                    | -                                                                              | 76’                                                                            |
| 10-10-2017                                                                     | Novi Sad                                                                       | Serbia under 21                                                                | 3 – 2                                                                          | Russia under 21                                                                | Qual. Europeo Under-21 2021                                                    | -                                                                              | 78’                                                                            |
| 23-3-2018                                                                      | Gibilterra                                                                     | Gibilterra under 21                                                            | 0 – 6                                                                          | Serbia under 21                                                                | Qual. Europeo Under-21 2019                                                    | -                                                                              | 63’                                                                            |
| 27-3-2018                                                                      | Novi Sad                                                                       | Serbia under 21                                                                | 0 – 1                                                                          | Italia under 21                                                                | Amichevole                                                                     | -                                                                              |                                                                                |
| 17-6-2019                                                                      | Trieste                                                                        | Serbia under 21                                                                | 0 – 2                                                                          | Austria under 21                                                               | Europeo Under-21 2019 - 1º turno                                               | -                                                                              |                                                                                |
| 20-6-2019                                                                      | Trieste                                                                        | Germania under 21                                                              | 6 – 1                                                                          | Serbia under 21                                                                | Europeo Under-21 2019 - 1º turno                                               | -                                                                              | 85’                                                                            |
| 23-6-2019                                                                      | Trieste                                                                        | Danimarca under 21                                                             | 2 – 0                                                                          | Serbia under 21                                                                | Europeo Under-21 2019 - 1º turno                                               | -                                                                              | 61’                                                                            |
| Totale                                                                         |                                                                                | Presenze                                                                       | 11                                                                             |                                                                                | Reti                                                                           | 0                                                                              |                                                                                |

## Palmarès

### Club

#### Competizioni nazionali
- Campionato serbo: 2

Stella Rossa: 2017-2018, 2024-2025
- Coppa di Serbia: 1

Stella Rossa: 2024-2025